# Cirocha

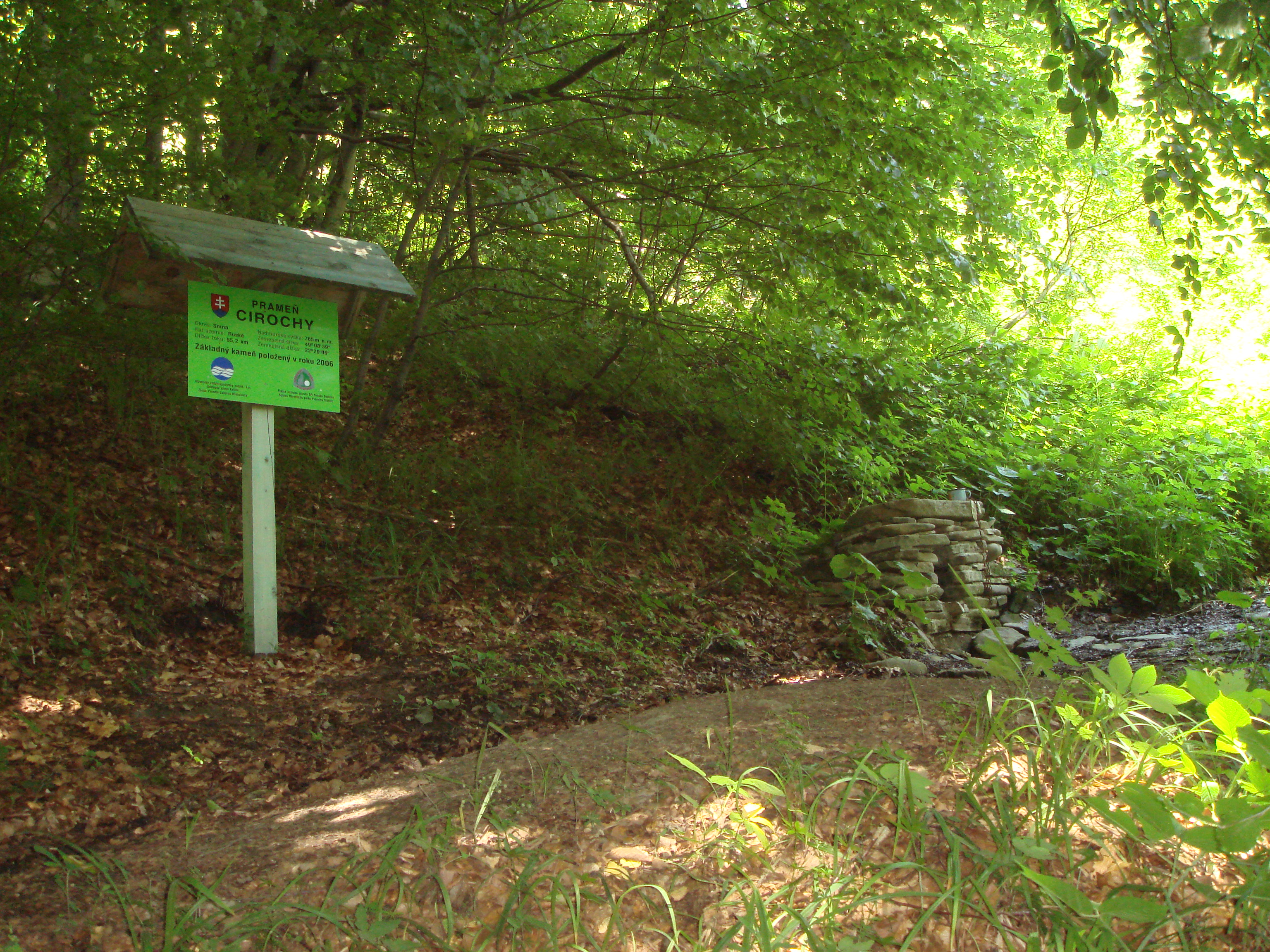
La sorgente della Cirocha sotto il monte Ruské sedlo, una vetta dei Monti Bukovec.

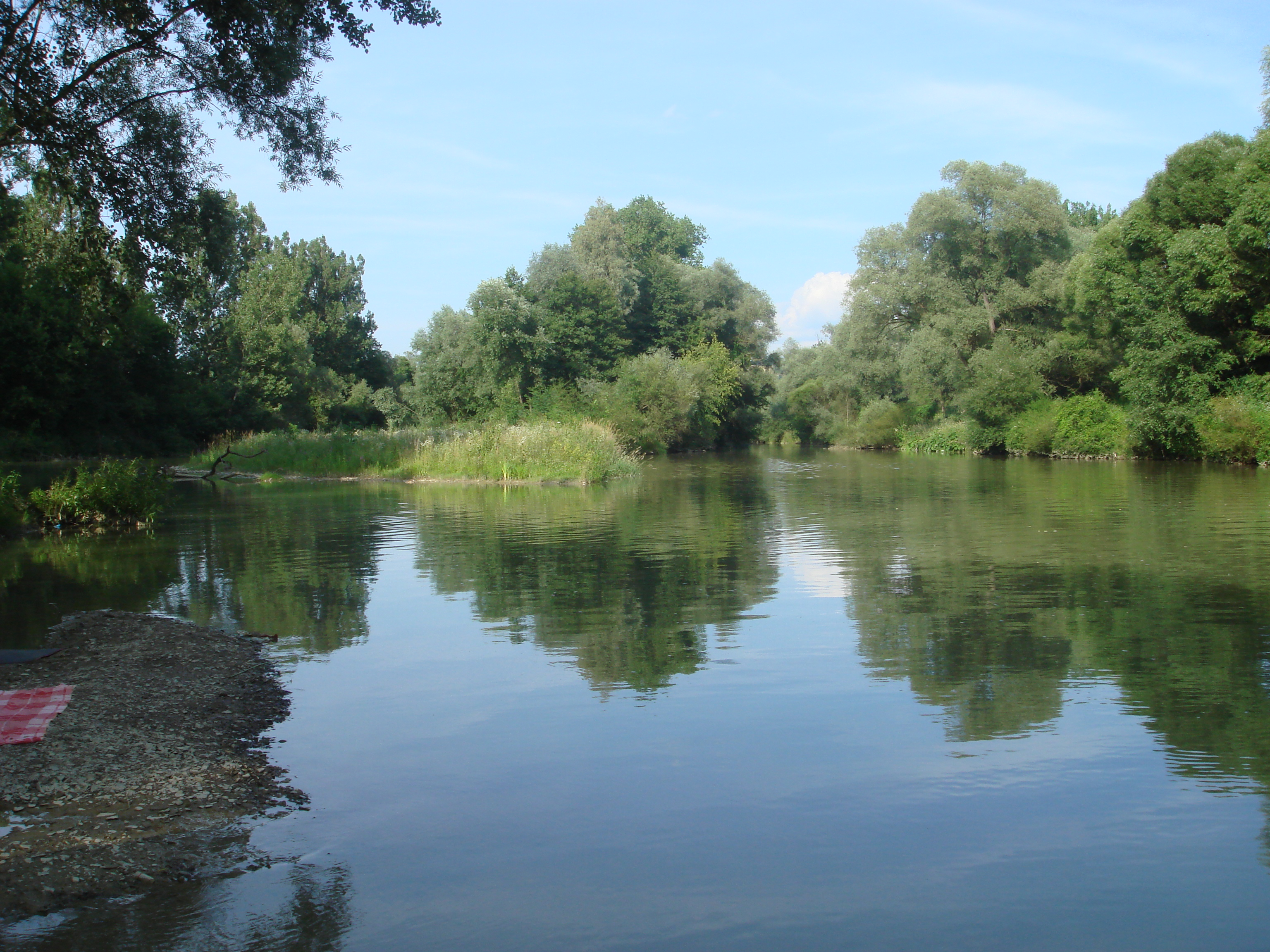
La confluenza del Laborec e della Cirocha

La Cirocha è un fiume della Slovacchia orientale. Scorre nei distretti di Snina e di Humenné. È un affluente di destra del fiume Laborec, misura 56,6 km di lunghezza. 

## Sorgente
La sorgente della Cirocha si trova sotto il monte Ruské sedlo, una vetta dei Monti Bukovec, all'altitudine di 765 m s.l.m., in prossimità del confine di stato tra Polonia e Slovacchia. 

## Corso
Scorre inizialmente verso sud, raccogliendo torrenti minori e raggiunge quindi la Ruská kotlina, dove riceve da sinistra il Ruský potok e quindi si dirige verso sud-ovest. Più a valle da destra riceve le acque dello Smolník ed è immissario del bacino di Starina: in questo lago artificiale si mescolano le acque della Stružnica, proveniente da nord, e del Hricov potok, proveniente da ovest. 
A valle della diga il fiume riprende il suo corso verso sud, passando in una valle fra i monti Bukovec e le alture del Laborec (Laborecká vrchovina). Ne diviene tributario da sinistra il Havrilovec. Da qui scorre verso sud-ovest attraverso Stakčín, in cui riceve da sinistra il Trnovec e da destra la Chotinka, poi ancora la Kuršina da sinistra, quindi il fiume volta verso ovest. 
Successivamente raccoglie le acque della Bystrá, attraversa la città di Snina, ove affluisce da destra la Pčolinka, scorre presso l'abitato di Belá nad Cirochou, ricevendo il Barnov da sinistra, forma quindi alcuni meandri, mantenendo a grandi linee la direzione verso sud-ovest. Infine accoglie da destra il Zajacov potok e il Trsťový potok, attraversa i comuni di Dlhé nad Cirochou e di Modra nad Cirochou, riceve da sinistra il Voniarsky potok e la Dielnica e da destra lo Zvoníkov potok. Prosegue il suo corso nel comune di Kamenica nad Cirochou, presso Lackovce vi affluisce da sinistra la Kamenica, forma un ampio arco fra Lackovce e Hažín nad Cirochou, quindi prosegue verso ovest. A est della città di Humenné si getta nel Laborec all'altitudine di 149 m s.l.m.